# Pompeo Vizzani
 (mars 2022).
Pompeo Vizzani, né le 24 juin 1540 à Bologne et mort dans cette même ville le 21 août 1607, est un écrivain italien.

## Œuvres
Pompeo Vizzani est principalement connu par la Storia di Bologna, en douze livres. Les dix premiers, imprimés à Bologne, en 1596 et 1602, in-4°, finissent à l’année 1530 : les deux suivants, qui renferment la continuation jusqu’en 1599, ne furent publiés qu’après la mort de l’auteur, en 1608. Elle a été réimprimée à Milan, en 1611, in-4°. Le sixième livre, dans lequel Vizzani traite de l’origine de la famille Bentivoglio, présente, dans toutes les éditions, des différences notables. L’abbé de Rothelin communiqua cette remarque à Lenglet-Dufresnoy, qui l’a consignée dans la Méthode pour étudier l’Histoire, édition, in-12, t. 11, p. 453. On doit encore à Pompée Vizzani une traduction italienne de L'Âne d'or d’Apulée, Bologne, 1607, in-8° ; Venise, 1612, même format et souvent réimprimée depuis (voy. Paitoni, Bibl. degli Volgarizzatori, t. 1, p. 86). Un Abrégé de philosophie naturelle, 1609; enfin, suivant Orlandi, c’est à Pompée que l’on doit attribuer une Description anonyme de la ville de Bologne, publiée en 1602 (voy. les Notizie degli scrittori Bolognesi, p. 238).